# Pseudalosterna mupinensis
Pseudalosterna mupinensis är en skalbaggsart som först beskrevs av J. Linsley Gressitt 1935.  Pseudalosterna mupinensis ingår i släktet Pseudalosterna och familjen långhorningar. Inga underarter finns listade i Catalogue of Life.